# Dieci Spade
Le Dieci Spade sono un gruppo elitario di guerrieri agli ordini di Makoto Shishio, presenti nella serie di manga e anime Kenshin samurai vagabondo.

## Componenti
Il gruppo di mercenari annovera tra i suoi elementi guerrieri fortissimi quali:

### Seta Sōjirō
Il più forte e il più giovane delle Dieci Spade. Fedelissimo di Shishio, affronta due volte Kenshin, ma alla fine si rende conto che a sbagliare non è il samurai vagabondo, bensì il suo capo.

### Usui "La spada Cieca"
È invece il più spietato tra i componenti delle Dieci Spade e a differenza degli altri membri che hanno giurato eterna fedeltà a Shishio, questi medita vendetta nei suoi confronti.

### Yūkyūzan Anji
Anji è il colui che ha insegnato il Doppio colpo a Sanosuke Sagara. È un ex monaco buddista, passato dalla parte dei "cattivi" a causa di una vicenda legata alla sua giovinezza.

### Sadojima Hōji
Il consigliere di Shishio. Dopo la dipartita del capo, anche lui si toglie la vita come segno di assoluta devozione.

### Sawagejō Chō
Il primo membro delle Dieci Spade ad essere affrontato, sconfitto e successivamente catturato. Diventa in seguito una spia di Saito.

### Honjō Kamatari
Guerriero androgino, dall'aspetto e dai comportamenti prettamente femminili. Utilizza una grossa falce come arma e affronta Kaoru Kamiya.

### Kariwa Henya
È il primo vero avversario di Yahiko. Si libra in volo utilizzando della dinamite.

### Iwanbō
Un grassone che sembra essere tanto forte quanto tonto, affronta gli ex Oniwabanshu capeggiati da Misao. In seguito si rivela essere un seguace di Enishi.

### Saizuchi
Un vecchietto famoso più per la sua abilità di mediatore loquace piuttosto che come guerriero. Si avvale dell'aiuto di Fuji.

### Fuji
Il gigante del Juppongatana. Viene affrontato e sconfitto da Seijuro Hiko.

### Aoshi Shinomori
Non è un vero e proprio membro del gruppo, ma si schiera dalla loro parte per potersi vendicare contro Kenshin.

### Yumi Komagata
Inoltre c'è la fidanzata di Shishio, la quale pur non essendo un membro d'élite, è talmente devota a lui che si lascia ammazzare pur di dargli un vantaggio nei confronti di Kenshin.